# Maxime Rovère
Pour les articles homonymes, voir Rovère.
Maxime Rovère ou Rovere, né en 1977, est un écrivain, philosophe et traducteur français. Il a consacré plusieurs livres à la philosophie de Spinoza, et publié plusieurs ouvrages sur ses propres recherches en éthique, qu'il réunit sous le terme de philosophie interactionnelle. 

## Biographie
Ancien élève de l'École normale supérieure (1996-2002), où il a suivi le séminaire de Bernard Pautrat, et ancien élève d'histoire de l'art à l'École du Louvre, il a enseigné la philosophie à l'École normale supérieure de Lyon de 2002 à 2007, puis à l'université pontificale catholique de Rio de Janeiro (Brésil) de 2015 à 2019. En 2020, il est fellow au Netherlands Institute for Advanced Study (en) d'Amsterdam, puis en 2021 chercheur accueilli à l'Ecole française de Rome. Il est aujourd'hui chercheur en philosophie associé à l'IHRIM (Institut d'Histoire des Représentations et des Idées dans les Modernités, UMR 5317) au sein de l'École normale supérieure de Lyon.
Ses travaux peuvent se diviser en trois champs de recherche principaux :
1. l'histoire de la philosophie, abordée à partir de Spinoza et des échanges intellectuels à Amsterdam au XVIIe siècle[2] ;
2. la littérature où ses traductions, adaptations et présentations vont de Giacomo Casanova[3] jusqu'à la littérature enfantine[4] ;
3. l'esthétique, fruit d'une collaboration directe avec les artistes.

Il collabore régulièrement avec Lidia Breda pour la Petite Bibliothèque Rivages, à titre de traducteur et/ou de préfacier, aux éditions Payot & Rivages, et avec Maxime Catroux aux éditions du Groupe Flammarion. De 2008 à 2020, il est intervenu régulièrement dans Le Magazine littéraire et dans L'Histoire.

## Travaux sur Spinoza

### Spinoza, Méthodes pour exister
Son premier livre consacré à Spinoza publié en 2010 chez CNRS Éditions sous le titre Exister. Méthodes de Spinoza, repris en 2013 par le même éditeur au format de poche sous le titre Spinoza. Méthodes pour exister, vise principalement à montrer que l'œuvre de Spinoza ne propose pas un « système philosophique » mais des « méthodes » ponctuelles destinées à modifier des situations concrètes ,,,. Il soutient notamment que :
- La théorie des trois genres de connaissance (expérience, raison, intuition) chez Spinoza ne décrit pas des types d'idées, mais des méthodes de vérification[9].
- Il n'y a pas de différence entre le « salut des ignorants » (expression popularisée par Alexandre Matheron[10]) et le salut des philosophes : chacun doit mettre en place pour lui-même un système de croyances dont il détermine le degré de rationalité en fonction de ses besoins[11].
- Ce que Spinoza appelle « idée de Dieu » n'est pas un contenu de pensée, mais une manière de comprendre[12].
- Le « salut » proposé par Spinoza ne consiste pas tant à échapper aux passions (logique de la béatitude), aux contraintes (logique de la liberté) ou à la mort (logique du salut), qu'à s'approprier indéfiniment les obstacles comme exercice d'une puissance singulière et infinie[13].

### Le Clan Spinoza
En 2017, il publie Le Clan Spinoza, un roman historique sur la vie et le parcours philosophique de Spinoza et de ses amis et collaborateurs. Parmi eux, Saül Levi Morteira, rabbin de la communauté juive d’Amsterdam ; Adriaan Koerbagh, encyclopédiste ; Franciscus van den Enden, activiste opposé à Louis XIV ; Nicolas Sténon ; etc. Désigné comme un roman sans fiction par l'auteur, le livre utilise des descriptions, des dialogues, des détails narratifs et humoristiques qui déjouent les rigidités de l'écriture universitaire. Il est publié à Paris chez Flammarion, puis repris en poche dans la collection Libres Champs des éditions Flammarion en 2019. 
Le Clan Spinoza a apporté plusieurs corrections dans la biographie de Spinoza. Maxime Rovere y soutient notamment que :
- Spinoza n'a pas été excommunié de la communauté juive pour ses idées, mais en raison d'un imbroglio à la fois financier, juridique et politique qui ne s'éclaire que si l'on tient compte des parcours de tous les acteurs, en particulier de celle du grand rabbin, Saül Levi Morteira[15].
- Spinoza n'a jamais été un tailleur de lentilles, comme les autres biographes l'affirment. Il était subventionné par ses amis à telle hauteur qu'il n'avait pas besoin de vendre quoi que ce soit pour vivre. L'argument de Rovere s'enrichit d'une réflexion sur la réception des recherches en optique de Spinoza dans la société bourgeoise puis capitaliste des XIXe et XXe siècles[16].
- Spinoza ne doit pas être tenu pour la seule source des idées développées dans l'Ethique, bien qu'il en soit techniquement l'auteur. Dans l'épilogue, Rovere conclut : « C'est ainsi que le livre s'est recomposé, non plus seulement autour de la personne de Spinoza, mais comme une série d'événements où il ne m'a plus été nécessaire de tracer des frontières entre ce qui est philosophique et ce qui ne l'est pas, entre la vie de l'un et celle de l'autre, ni entre les pensées de l'un et celles de l'autre, parce que dans le désordre de l'existence, toutes ces frontières sont franchies par de grands mouvements conceptuels et affectifs qui traversent les individus et contribuent à les construire »[17].

### Spinoza, Correspondance
Sa traduction en français de la Correspondance de Spinoza, accompagnée d'une longue préface, a été publiée en 2010 aux éditions GF (Garnier-Flammarion).

### Spinoza, Éthique
Maxime Rovere publie en 2021 chez Flammarion une nouvelle traduction de l'Éthique de Spinoza qui rompt avec l'habitude de présenter le texte  seul, en lui associant près d'un millier de notes réalisées par une équipe de spécialistes dédiées à la philosophie moderne, à l'histoire néerlandaise, à la littérature antique, à la théologie juive, à l'histoire des sciences et à l'entourage immédiat de Spinoza. Cet important appareil de notes disposées sur les pages de gauche de l'ouvrage se déploie en parallèle du texte de Spinoza sur la page de droite, rendant ainsi le recours aux commentaires moins fastidieux,.

## Œuvre (philosophie interactionnelle)
L'appellation d'éthique interactionnelle, puis « philosophie interactionnelle », est apparue chez Maxime Rovère entre 2017 et 2019 pour désigner une réflexion largement inspirée de recherches en sociologie. Le terme par lequel il désigne son approche se réfère à l'Interactionnisme symbolique d'Erving Goffman, à ceci près que Rovere étend à la métaphysique l'emphase portée sur les interactions. 
Dans L'école de la vie, il parle aussi de « cybernétique paraconsistante », une expression qui croise l'étude de l'information des systèmes complexes définissant la cybernétique, avec la notion de paraconsistance issue des logiques qui étudient des systèmes incohérents (ou Logique paracohérente).
Il se réfère aussi aux travaux de Francis Chateauraynaud, Eva Illouz, Bernard Lahire, Bruno Latour, Hartmut Rosa.

### Que faire des cons? Pour ne pas en rester un soi-même
Derrière un titre provocant, Rovere inaugure son travail sur les interactions par une enquête «ironico-philosophique» sur ce que sont « les cons »,. Le livre se présente comme une parodie de développement personnel et recourt au registre argotique propre aux conflits entre individus. Il développe pourtant une éthique originale, appuyée sur plusieurs concepts :
- le « naufrage interactionnel » est un phénomène circulaire dans lequel deux interlocuteurs perdent confiance dans la capacité de l'autre à dire quelque chose de vrai. Cela crée une dynamique d'exclusion dans laquelle l'interaction s'effondre sur elle-même, ce qui crée chez chaque acteur ou locuteur le sentiment inquiétant de sa « propre insuffisance ».
- Tout en reprenant l'analyse nietzschéenne qui fait le lien entre le droit moral et l'obéissance (à un État imaginaire), Rovere la complète en montrant la valeur expressive des jugements moraux, susceptibles d'exprimer des émotions et de produire des effets de rupture, parfois souhaitables quoique non liés à la vérité, dans les interactions.
Il n'oublie pas d'avertir le lecteur que c'est sans doute avec sa complicité que les pires de ses semblables existent et qu'il est peut-être, finalement, le premier des cons.

### L'école de la vie. Érotique de l'acte d'apprendre
Présenté comme deuxième volume de l'éthique interactionnelle, L'école de la vie étudie les « interactions productrices de savoir » qui désignent les actes d'enseigner et d'apprendre. Le livre emploie le terme d'érotique au sens de Platon, comme science du désir pur (et non seulement sexuel). Le livre comporte quatre parties :
- « Une apothéose amoureuse » met en valeur la nature circulaire, multiple et incontrôlable des interactions qui permettent, dans une salle de classe, d'emporter des jeunes gens dans des « méta-dimensions » de leur propre existence.
- « La sexualisation d’Éros » interroge la manière dont la sexualisation entrave les interactions productrices de savoir en rétablissant, par des procédures complexes, le corps humain comme terrain de conflit entre plusieurs institutions normatives.
- « Érotique de la révolte » étudie les réactions hostiles et les mécanismes qui permettent de les faire fructifier collectivement et individuellement.
- « Érotique de l'émancipation » montre que tout enseignement, tout apprentissage n'ont de sens que comme pratiques de liberté, et que la liberté n'est ni un droit, ni une condition permanente, ni un état provisoire, mais un problème qui demande sans cesse de nouvelles solutions.

### Se vouloir du bien et se faire du mal. Philosophie de la dispute
Troisième volet de « philosophie interactionnelle », ce livre analyse les disputes entre gens qui s'aiment (membres d'une même famille ou entre amis...) et qui a priori veulent se faire du bien, mais qui parfois se font du mal. Pour le comprendre, Rovere recourt à la philosophie de la complexité et à la théorie du chaos afin d’en dégager des modèles explicatifs subtils, mais clairs. Le livre est composé de quatre chapitres:
- « Comment surmonter les tensions ? » Pour y répondre, Rovere développe une théorie de l’attention, dont il montre qu’elle est libre de circuler dans la multiplicité des interactions. Il pense que les heurts, entre personnes qui s'estiment, nécessitent d'exprimer ce pourquoi on souffre et sont des opportunités[26].

- « A qui la faute ? » Cette partie interroge le fonctionnement de la conscience morale et la manière dont les individus prononcent des accusations ou des jugements les uns contre les autres. Il soutient en particulier que les concepts de la morale sont d’autant plus relatifs qu’ils dépendent nécessairement d’une souffrance initiale. « Les humains ne se posent jamais « la question du bien et du mal ». Le problème qu’ils rencontrent régulièrement est plutôt : pourquoi ai-je mal ? Où est le mal ? »[27].

- « Comment se pardonner ? » Rovère aborde le problème du pardon à partir du procès en responsabilité que l’on observe souvent dans les familles ou dans les couples. Il introduit alors la notion de vulnérabilité présente en chacun comme étant le fondement de sa responsabilité. Il souligne que « nos vulnérabilités n’évoluent que lorsque chaque individu accepte d’explorer la sienne depuis sa propre place, au lieu de pointer l’insuffisance des autres. » Faute de comprendre ce qui se passe, les individus parties prenantes attribuent aux autres des intentions, comme si chacun savait mieux ce que les autres ont dans le cœur. L'important est de prêter attention aux vulnérabilités que la dispute révèle[28].

- « Vers quoi changer ? » Enfin, le livre se termine en remettant en question l’approche individualiste de nos comportements. Il propose un modèle d’élaboration de nos personnalités comme alternative à l’inconscient freudien[29].

## Autres publications

### Biographie
- Casanova, Paris, Gallimard, coll. « Folio/Biographies » no 77, 2011  (ISBN 978-2-07-030084-6) [30]

### Éditions
- Rouge kwoma. Peintures mythiques de Nouvelle-Guinée, sous la direction de Maxime Rovère et Magali Mélandri, Paris, RMN/Musée du quai Branly, 2008  (ISBN 978-2-91-513393-6)
- Spinoza, Correspondance, traduction, présentation, notes, dossier, bibliographie et chronologie par Maxime Rovère, Flammarion, coll. « GF » no 1438, 2010  (ISBN 978-2-08-123138-2)

### Essais
- Le Livre de l'amour infini, Appollonios de Tyane, Flammarion, 2024  (ISBN 978-2-08-145987-8)
- Parler avec sa mère,  Flammarion, 2025[31] (ISBN 978-2-08-042797-7)
- Le Mal en face, Champs, 2025[31]

### Ouvrages de littérature d'enfance et de jeunesse
- Les Souvenirs du Vieux Chêne, d'après Angelus Silesius, Jean de La Fontaine, Friedrich Nietzsche, Blaise Pascal, Saint François d'Assise, Zénon d'Élée, Charles Perrault et les Frères Grimm, avec des illustrations de Frédéric Pillot, Toulouse, Éditions Milan, 2016  (ISBN 978-2-74-596893-7)
- Alice racontée aux petits, d'après Lewis Carroll, Les Aventures d'Alice au pays des merveilles, avec des illustrations de Annelore Parot, Toulouse, Éditions Milan, 2013  (ISBN 978-2-74-595227-1)
- Mowgli, d'après Rudyard Kipling, Le Livre de la jungle, avec des illustrations de Justine Brax, Toulouse, Éditions Milan, 2013  (ISBN 9782745958754)
- Peter Pan, d'après James Matthew Barrie, Peter et Wendy, avec des illustrations de Alexandra Huard, Toulouse, Éditions Milan, 2015  (ISBN 978-2-74-597338-2)
- Docteur Jekyll et Mister Hyde, d'après Robert Louis Stevenson, L'Étrange Cas du docteur Jekyll et de M. Hyde, avec des illustrations de Sébastien Mourain, Toulouse, Éditions Milan, 2015  (ISBN 978-2-74-596548-6)
- Le Tour du monde en 80 jours, d'après Jules Verne, Le Tour du monde en quatre-vingts jours, avec des illustrations de Jonathan Burton, Toulouse, Éditions Milan, 2014  (ISBN 978-2-74-596547-9)

### Choix d'articles scientifiques
- « Spinoza et les modes du commerce », in Astérion, n. 5, « Le marchand et le philosophe », 2007, p. 219-238
- « Le Parallélisme, un fantasme géométrique dans l’histoire du spinozisme », in Le modèle spinoziste des relations corps/esprit, sous la dir. de Ch. Jaquet, Paris, Hermann, 2010, p. 49 - 71
- « Causalité et signification : la construction d’un sujet libre chez Spinoza et Lacan », Spinoza et la psychanalyse, sous la direction de P. Sévérac et A. Martins, Hermann, 2012, p. 17-34
- « Qu’est-ce qu’un auteur ? Réflexions sur la différence entre l’histoire des sciences et l’histoire de la philosophie », in Méthode et Histoire, sous la direction d’Anne-Lise Rey, Paris, Garnier, 2013, p. 142-158

### Traductions
- Giorgio Agamben, Qu'est-ce que le contemporain ?, Paris, Payot & Rivages, 2008  (ISBN 978-2-74-361857-5)
- James Matthew Barrie, Peter Pan, Paris, Payot & Rivages, 2015  (ISBN 978-2-74-362614-3)
- Lewis Carroll, Lettres à Alice ; et à quelques autres, Payot & Rivages, 2010  (ISBN 978-2-74-362183-4)
- Joseph Conrad et Ford Madox Brown, La Nature d'un crime, Paris, Payot & Rivages, 2013  (ISBN 978-2-74-362485-9)
- Charles Darwin, Le Corail de la vie. Carnet B. 1837 - 1839 de Charles Darwin, Paris, Payot & Rivages, 2007  (ISBN 978-2-74-361890-2)
- Charles Darwin, Écrits intimes, Paris, Payot & Rivages, 2009  (ISBN 9782743619282)
- David Graeber, Des fins du capitalisme. Possibilités I. Hiérarchie, rébellion, désir., Payot & Rivages, 2014  (ISBN 978-2-22-891151-1)
- Ippolita, La Face cachée de Google, Manuels Payot, 2008,  (ISBN 978-2-74-362238-1) ; réédité en poche sous le titre Le Côté obscur de Google, Payot & Rivages, 2011  (ISBN 978-2-74-362238-1)
- Edith Wharton, Paysages italiens, Paris, Payot & Rivages, 2012  (ISBN 978-2-74-362372-2)
- Edith Wharton, La Plénitude de la vie, Paris, Payot & Rivages, 2013  (ISBN 978-2-74-362543-6)
- Edith Wharton, Béatrice Palmato, fragment érotique et autres textes, Paris, Payot & Rivages, 2014  (ISBN 978-2-74-362828-4)
- Virginia Woolf, Suis-je snob ? Et autres textes baths, avec un inédit de Walter Benjamin, Paris, Payot & Rivages, 2011  (ISBN 978-2-74-362304-3)
- Virginia Woolf, Elles, Paris, Payot & Rivages, 2012  (ISBN 978-2-74-362404-0)
- Virginia Woolf, Lettre à un jeune poète, Paris, Payot & Rivages, 2013  (ISBN 2-7436-2544-9)
- Baruch Spinoza, Éthique, Paris, Flammarion, 2021  (ISBN 978-2081513839)

### Préfaces
- Honoré de Balzac, Petites misères de la vie conjugale, Paris, Payot & Rivages, 2011  (ISBN 978-2-74-362260-2)
- Honoré de Balzac, Traité de la vie élégante, Paris, Payot & Rivages, 2012  (ISBN 978-2-74-362374-6)[32]
- Bernard de Fontenelle, Sur le bonheur, la patience, la liberté, Paris, Payot & Rivages, 2015  (ISBN 978-2-74-363166-6)
- Charles Nodier, Questions de littérature légale, Paris, Payot & Rivages, 2011  (ISBN 978-2-74-362288-6)
- Filippo Tommaso Marinetti, Contre Venise passéiste, Paris, Payot & Rivages, 2015  (ISBN 978-2-7436-2967-0)
- Wanda von Sacher-Masoch, Confession de ma vie, Paris, Payot & Rivages, 2014  (ISBN 978-2-74-362673-0)
- Felix Salten, Bambi, Paris, Payot & Rivages, 2016  (ISBN 9782743636470)[33]
- Plutarque, Consolation à sa femme, traduit du grec par Nicolas Waquet, Paris, Payot & Rivages, 2018  (ISBN 978-2-7436-4541-0)

## Médias

### Radio
https://www.franceculture.fr/emissions/grandes-traversees-oncle-walt-mister-disney/un-certain-art-du-dessin-anime
- Spinoza en toutes lettres. Avec Raphaël Enthoven :
- Le TTP de Spinoza : Qui doit légiférer sur le sacré ? Avec Adèle Van Reeth
- Du bonheur ! Spinoza, une éthique de la joie. Avec Adèle Van Reeth
- Conquête ! Casanova, la conquête des cœurs. Avec Adèle Van Reeth : France Inter

### Télévision
En 2015, il participe à l'émission Secrets d'Histoire consacrée à Giacomo Casanova, intitulée Casanova, l'amour à Venise, diffusée le 20 octobre 2015 sur France 2.
Il participe également à l'émission Bibliothèque Médicis, intitulée Avec ou sans Dieu ?, présentée par Jean-Pierre Elkabbach sur Public Sénat.
Il réalise également une présentation de Spinoza, intitulée Le génie provocateur de Spinoza.